# لیبلین
لیبلین (به چکی: Liblín) یک منطقهٔ مسکونی در جمهوری چک است که در ناحیه روکیتسانی واقع شده‌است. لیبلین ۶٫۰۴ کیلومتر مربع مساحت و ۲۷۳ نفر جمعیت دارد و ۳۱۲ متر بالاتر از سطح دریا واقع شده‌است.